# Antianticomunismo

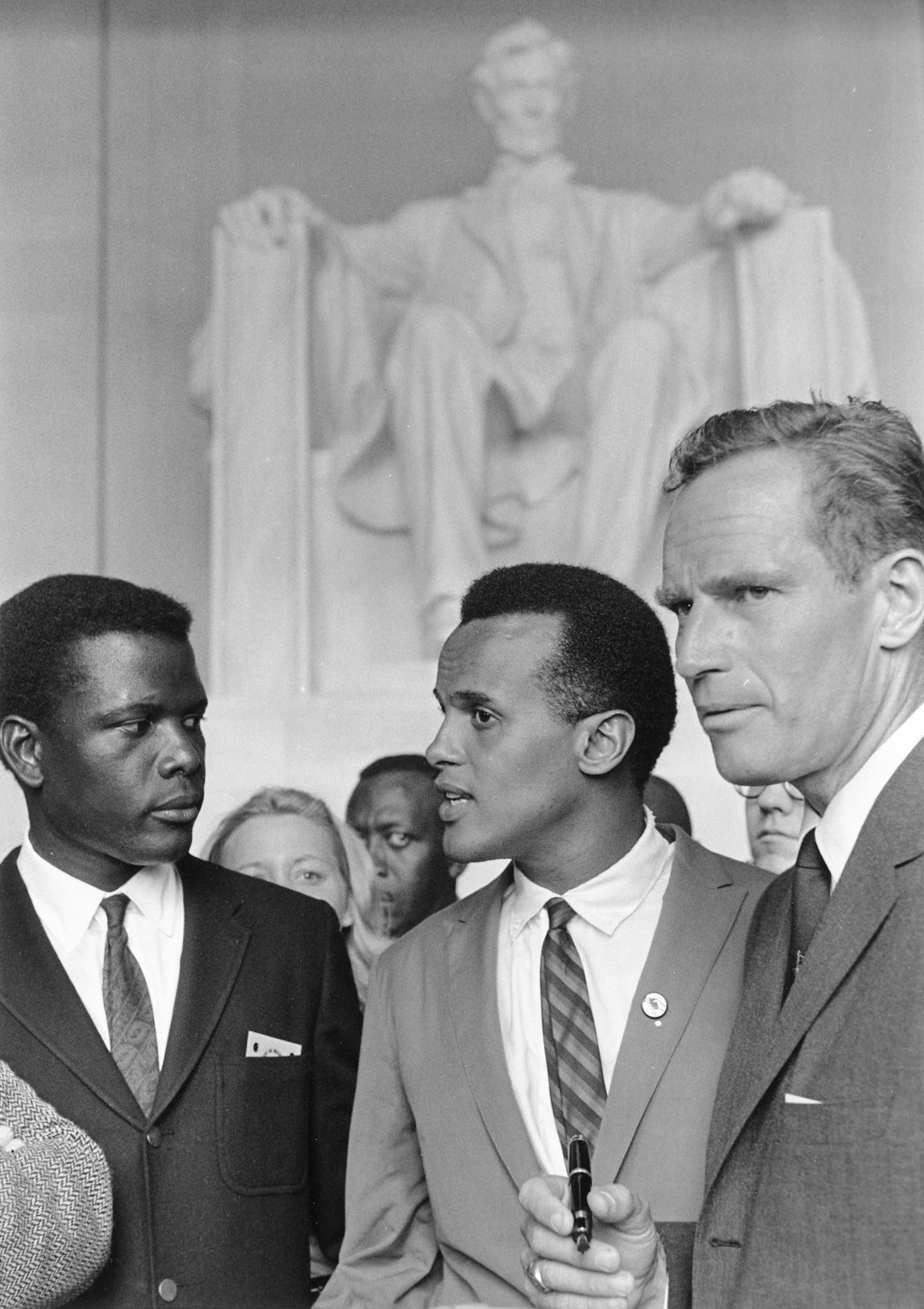
Atores engajados na luta pelos direitos civis, uma das marcas remanescentes do anti-anticomunismo: Sidney Poitier, Harry Belafonte e Charlton Heston em Washington DC, 1963.

Antianticomunismo foi a denominação dada a uma posição ideológica empregada contra o que se considerava abusos cometidos pelos anticomunistas. Nos Estados Unidos, o antianticomunista surgiu em um contexto de graves excessos cometidos durante o macartismo e suas "listas negras", particularmente entre jornalistas e profissionais da indústria cinematográfica de Hollywood, e, alimentado por excessos posteriores do anticomunismo, perdura até a atualidade.
No início da década de 1960, alguns astros e cineastas de Hollywood passariam a engajar-se em atividades políticas, contra a segregação, o imperialismo e os movimentos anticomunistas. Eram Sidney Poitier, que havia sido premiado com o primeiro Oscar de melhor ator dado a um negro, Charlton Heston, Harry Belafonte, James Baldwin, Marlon Brando, Burt Lancaster, Paul Newman e Joanne Woodward, que viajaram de Los Angeles a Washington em agosto de 1963 para fazerem um manifesto em uma audiência anticomunista no Congresso. Para eles, as audiências anticomunistas em Washington e a expulsão de suspeitos de serem membros do Partido Comunista em Hollywood tiveram um efeito dissuasivo sobre as atividades políticas de cineastas e atores.
Os anticomunistas alegam que os antianticomunistas demonizam seus detratores, caracterizando as suas alegações como paranoicas e distorcidas ao mesmo tempo em que se apresentam como abnegados idealistas.

## Histórico
Embora o uso da expressão esteja fundamentalmente ligado a história dos Estados Unidos da América a partir do início dos anos 1960, e ao período  pós-macartista, ela também foi empregada no Brasil, notadamente  pelo pensador católico Gustavo Corção, que em 25 de junho de 1961 publicou no Diário de Notícias do Rio de Janeiro um artigo denominado "O Anti-anticomunismo", sobre um manifesto emitido pela PUC. O antianticomunismo tem uma história entrelaçada com o movimento antifa desde as suas origens.
O movimento antianticomunista foi enfrentado no Brasil na década de 1970 pela organização de inspiração católica Tradição, Família e Propriedade, fundada por Plinio Corrêa de Oliveira. Esse enfrentamento da TFP foi apoiado, entre outros, pelos jornalistas Alexandre von Baumgarten e Lenildo Tabosa Pessoa.

## O antianticomunismo pelos anticomunistas
Lewy, no capítulo "The Revival of Anti-anticommunism" do seu livro,assinala ainda que além de ser em parte uma reação antimacartista, o  antianticomunismo era também uma defesa indireta do comunismo, levada a cabo nos anos 1960 por pessoas como J. William Fulbright, Martin Luther King, Jr. e, principalmente, por Lillian Hellman. Filmes como The Front (de Woody Allen – 1976), Seeing Red: Stories of American Communists, The Romance of American Communism e The Killing Fields, seriam, em maior ou menor grau, apologias ao stalinismo. No meio acadêmico, livros como The Great Fear de David Cante e No Ivory Tower: McCarthyism and the Universities, de Ellen W. Schrecker, desempenhariam papel similar. Lewy, contudo, conclui afirmando que o  antianticomunismo estava restrito aos círculos intelectuais e que era  majoritariamente rejeitado pela população em geral.
Críticos como o ex-marxista David Horowitz encaram a definição  "antianticomunista" como essencialmente negativa, desde os primórdios do seu uso pela Nova Esquerda. Segundo Horowitz,
"era uma esquerda 'nova' porque não queria identificar-se com o comunismo. Mas tampouco quis se opor ao comunismo, porque então  teria que apoiar a Guerra Fria da América. O 'antianticomunismo' era o código do  seu antiamericanismo. O que a esquerda queria era opor-se à América e à sua 'democracia impostora' ".
Mais recentemente (2006), Linda Chavez, presidente do Center for Equal Opportunity [en], comparou os antianticomunistas de outrora aos defensores dos direitos humanos de hoje. Conforme declarou,
"antianticomunismo tornou-se a característica que define os liberais americanos, que nunca recuperaram  completamente sua credibilidade junto ao povo americano quando se trata de proteger a nação. Os herdeiros dessa tradição liberal poderiam ser chamados hoje de antiantiterroristas. O que quer que seja que o governo tente fazer para nos proteger da ameaça de terroristas islâmicos, cai imediatamente sob suspeita".

### Comunistas em Hollywood
A influência comunista em Hollywood que teria começado a se fazer sentir a partir de  meados dos anos 1930 pela ação do CPUSA (o Partido Comunista dos Estados Unidos da América), se jamais chegou a ditar o ritmo e o tom das  grandes produções da "Meca do Cinema", teria tido sucesso em, ao menos, obstar a  produção de filmes anti-soviéticos. O CPUSA teria não só  auxiliado na criação do prestigioso Screen Writers Guild [en] (o sindicato dos roteiristas) como do próprio Story Analysts Guild, a associação  encarregada de analisar e julgar roteiros antes que estes entrassem em produção.  Segundo declarou Dalton Trumbo no periódico oficial do Partido, The Worker,  o resultado deste trabalho foi o de que obras como Darkness at Noon e The Yogi and the Commissar de Arthur Koestler; I Chose Freedom, de Victor Kravchenko e  Bernard Clare de James T. Farrell [en], jamais chegaram às telas. O Partido teria  ainda lançado campanhas difamatórias contra artistas não-comunistas (e não  simpatizantes), tais como Barbara Stanwyck, Lana Turner e Bette Davis.
Os comunistas da indústria do entretenimento teriam começado a perder força em 1947, quando suas atividades passaram a ser alvo de investigação do Congresso norte-americano. Seguiu-se o macartismo e eles só voltariam a defender publicamente seus pontos de vista na  década de 1960, com a Nova Esquerda. Segundo Billingsley,
"a lenda da lista Negra de Hollywood, saneada de todas as referências ao papel de Stálin ou do Partido Comunista  nos estúdios, tornou-se uma influência continuada na vida política de Hollywood.  Hollywood havia entrado num período de anti-anticomunismo, um fenômeno bem-conhecido  na vida cultural e intelectual americana".
Billingsley aponta como evidência disso o fato de que, mesmo quando produções  hollywoodianas dos anos 1980 retrataram a brutalidade da vida sob  regimes comunistas, a violência perpetrada raramente chega a ser vista na tela. Ele  cita como exemplos recentes Reds (1981) de Warren Beatty e The Killing Fields (1984). Curiosamente, segundo Billingsley, um dos poucos filmes a  descrever a violência num país comunista é uma produção de Walt Disney, Night Crossing [en] (1982), cujo tema central é uma fuga da Alemanha Oriental.
Ainda em 2001, os anticastristas lamentavam que o cinema norte-americano continuasse a não dar atenção para o que Adolfo Caro denominou "sangrenta realidade comunista".

## A defesa do antianticomunismo
No ensaio "Anti Anti-Relativismo", o antropólogo Clifford Geertz defende a tese de que, em determinados contextos, a dupla negação (a "negação da negação") não é o mesmo que a afirmação original. Exemplifica isto citando o antianticomunismo durante a Guerra Fria:
"aqueles de nós que se opuseram incansavelmente ao que, de nosso ponto de vista, parecia uma verdadeira obsessão com a Ameaça Vermelha, foram então contemplados, pelos que a viam como o fato primordial da vida política contemporânea, com a insinuação – absurdamente incorreta na imensa maioria dos casos – de que, pela lei da dupla negação, tínhamos alguma afeição secreta pela União Soviética".
Portanto, ser crítico do macartismo (antianticomunista) não significaria ser partidário ou simpatizante do comunismo, mas apenas, contrário ao anticomunismo e suas ideias.
Ativistas como Staughton Lynd deram ao antianticomunismo uma conotação positiva e um legado. Em Living Inside Our Hope: A Steadfast Radical's Thought on Rebuilding the Movement, ele relembra algumas das coisas nas quais acreditava nos anos 1960 e que acredita serem ainda verdadeiras nos dias de hoje: não-violência (recusa consciente ao ato de matar), democracia participativa e "ativismo consciente", um modo de se contrapor ao anti-intelectualismo então vigente e de transformar o mundo, em vez de apenas interpretá-lo.